# Litwa (rejon stołpecki)

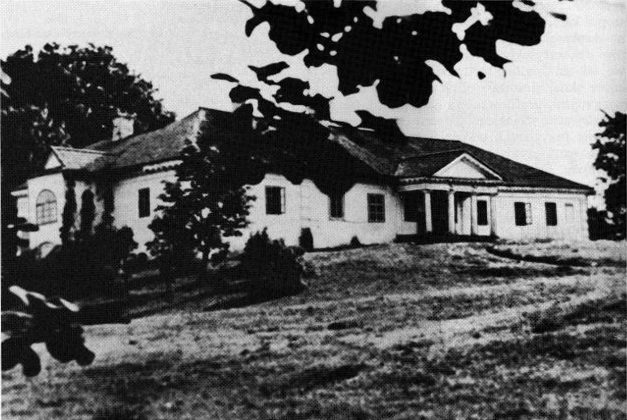
Dwór Mikulicz-Radeckich przed 1939 rokiem

Litwa (biał. Літва, ros. Литва) – wieś na Białorusi, w rejonie stopeckim obwodu mińskiego, nad jeziorem Litwińskim, około 32 km na północ od Stołpców. 

## Historia
Litwa stała się prawdopodobnie własnością rodziny Mikulicz-Radeckich herbu Gozdawa odmienny na początku XIX wieku. Pozostawała w rękach tej rodziny do 1939 roku – ostatnim właścicielem Litwy był Jan Mikulicz-Radecki (1908–1944), zamordowany przez partyzantów radzieckich.
Po II rozbiorze Polski w 1793 roku Litwa, wcześniej należąca do województwa nowogródzkiego Rzeczypospolitej, znalazła się na terenie powiatu mińskiego (ujezdu) w guberni mińskiej Imperium Rosyjskiego. Po ustabilizowaniu się granicy polsko-radzieckiej w 1921 roku wróciła do Polski, znalazła się w gminie Rubieżewicze w powiecie stołpeckim województwa nowogródzkiego. W 1921 wieś i folwark zamieszkane wyłącznie przez Polaków:
- wieś liczyła 301 mieszkańców, zamieszkałych w 56 budynkach; 205 mieszkańców było wyznania prawosławnego i 96 rzymskokatolickiego,
- folwark liczył 42 mieszkańców, zamieszkałych w 8 budynkach; 37 mieszkańców było wyznania rzymskokatolickiego i 5  prawosławnego[1].

Od 1945 roku Litwa była w ZSRR, od 1991 roku – na terenie Republiki Białorusi.
W 2009 roku w Litwie mieszkało 198 osób. We wsi działają: szkoła średnia, dom kultury, biblioteka, ambulatorium i poczta.

## Dawny dwór
Siedzibą kilku pokoleń Mikulicz-Radeckich był drewniany dwór. Początkowo był to niewielki, parterowy dom, usytuowany na potężnych sklepionych z kamienia piwnicach, możliwe, że pozostałościach po wcześniejszej siedzibie. W drugiej połowie XIX wieku dwór został znacznie powiększony. Od strony ogrodu dodano dwa skrzydła, zapewne wtedy również dobudowano przy lewej bocznej elewacji ryzalit i przylegającą do niego werandę. Powiększony w ten sposób dom nabrał charakteru klasycystycznego dworu. Miał on od frontu portyk o czterech toskańskich kolumnach podtrzymujących trójkątny szczyt, był pokryty wysokim, gontowym czterospadowym dachem. 
Dom miał układ dwutraktowy, bez dzielących je korytarzy, z pomieszczeniami różnej wielkości i kształtu. Pokoje charakteryzowały się dębowymi posadzkami i białymi piecami kaflowymi. Na ścianach wisiało kilka cennych obrazów, w tym Kapliczka przydrożna Juliusza Kossaka, meble były częściowo w stylu Ludwika XV. Po 1920 roku pozostały jedynie resztki.
Dom stał pośrodku siedmiohektarowego parku krajobrazowego z kolistym gazonem przed portykiem. Po przeciwnej stronie dziedzińca stała parterowa oficyna wybudowana w podobnym stylu jak dwór. Obok oficyny biegła do dworu nowa droga dojazdowa obsadzona egzotycznymi drzewami (stara droga prowadziła do dworu przez zabudowania folwarku).
Przez park przepływał strumień wpadający do sadzawki, ku której opadały tarasy parku. Niedaleko była druga sadzawka. Przez strumień i drzewostan dwustuletnich dębów, klonów i modrzewi wiodły alejki z mostkami. Ostatni właściciel Litwy, Jan Mikulicz-Radecki został pochowany w tym parku, zgodnie ze swą ostatnią wolą. Dwór został spalony w 1944 roku przez żołnierzy Armii Czerwonej, którzy do rozniecenia ognia ułożyli wielki stos książek starych księgozbiorów z tutejszej biblioteki.
Majątek Litwa został opisany w 4. tomie Dziejów rezydencji na dawnych kresach Rzeczypospolitej Romana Aftanazego (dodatkowe zdjęcia są w tomie 11.).